# Margen izquierda (París)

La margen izquierda de París comprende los arrondissements ('distritos') situados al sur del Sena.

La expresión «Margen izquierda» (del francés: Rive gauche) designa la parte sur de la ciudad de París (Francia), en razón de su ubicación con respecto al curso del Sena, en oposición a la margen derecha.
La margen izquierda se divide en los siguientes distritos:
- V Distrito de París
- VI Distrito de París
- VII Distrito de París
- XIII Distrito de París
- XIV Distrito de París
- XV Distrito de París (salvo la île aux Cygnes)

## Expresión
Más que una mera situación geográfica, la expresión «Margen izquierda» (sobre todo en francés, «Rive gauche») designa igualmente un modo de vida, una manera de vestir y aparentar. Los distritos V y VI, antiguos barrios bohemios, artísticos e intelectuales de la primera mitad del siglo XX, caracterizaron lo mejor de dicho estilo, ahora llamado «bobo» (pronunciado bobó, de bourgeois-bohème, "burgués bohemio"), en oposición a los barrios burgueses más clásicos y conservadores de los distritos XVI y XVII, situados en la margen derecha.